# Out of Luck
Out of Luck é um filme norte-americano de 1923, do gênero comédia dramática, dirigido por Edward Sedgwick, com roteiro dele, George C. Hull e Raymond L. Schrock.

## Elenco
- Hoot Gibson como Sam Pertune
- Laura La Plante como Mae Day
- Howard Truesdale como Ezra Day (como Howard Truesdell)
- Elinor Hancock como Aunt Edith Bristol
- DeWitt Jennings como Capitão Bristol
- Freeman Wood como Cyril La Mount
- Jay Morley como Boggs
- Kansas Moehring como "Kid" Hogan
- John Judd como "Pig" Hurley